# P-51 Mustang

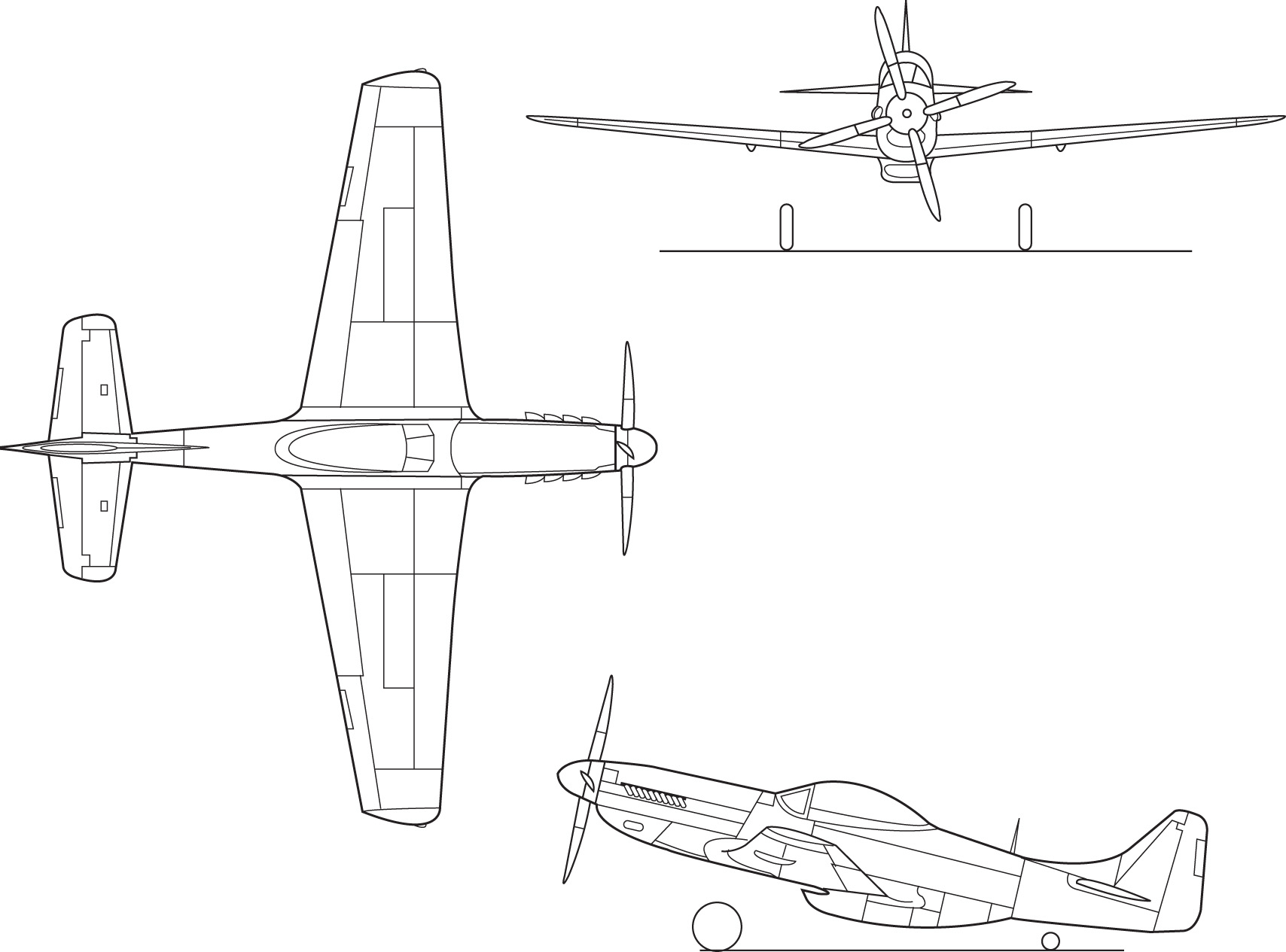
North American P-51D Mustang

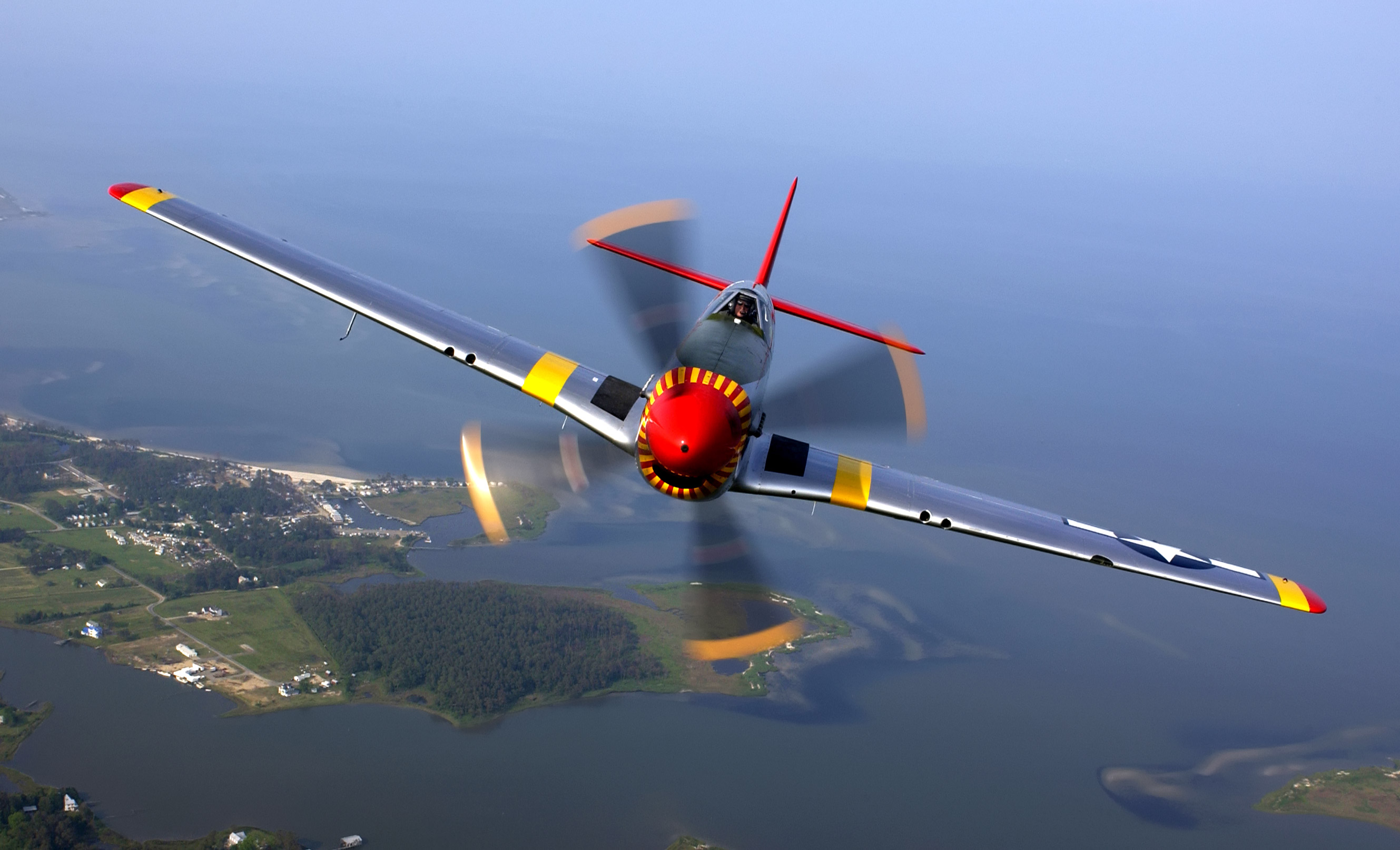
P-51 Mustang

De P-51 Mustang is een Amerikaans langeafstandsjachtvliegtuig en jachtbommenwerper uit de Tweede Wereldoorlog, ontworpen door North American Aviation. Het toestel kwam in het midden van de oorlog in dienst als langeafstandsescortejager en deed ook dienst in het begin van de Koreaanse Oorlog en diverse andere oorlogen. De laatste oorlog waarin de P-51 gebruikt werd is de Voetbaloorlog van 1969 tussen El Salvador en Honduras.
Luftwaffecommandant Hermann Göring zou volgens Adolf Galland, een Luftwaffegeneraal, hebben gezegd dat hij wist dat de oorlog weldra voorbij zou zijn toen hij Mustangs boven Berlijn zag.
In de Koreaanse Oorlog werd, naast de P-51 (in 1948 omgedoopt in F51), de F-82 ingezet. Er werd onder andere voor gronddoelen uitvoerig gebruikgemaakt van de F-82E. Als nachtjager werd in Korea onder andere de F82-F en -G ingezet. Dit was een uit twee rompen bestaande dubbele uitvoering: de "Twin Mustang".
De P-51 Mustang is tot 1984 gebruikt door de luchtmacht van de Dominicaanse Republiek. Vele honderden worden in 2020 luchtwaardig gehouden door 'Warbird'-verzamelaars.

## Geschiedenis
De P-51 Mustang werd bedacht, ontworpen en gebouwd door North American Aviation (NAA), onder leiding van hoofdontwerper Edgar Schmued, in antwoord op een door de Britse Inkoopcommissie rechtstreeks aan NAA toegezonden specificatie. Het prototype NA-73x-casco werd, zonder motor, gepresenteerd op 9 september 1940, 102 dagen nadat het contract werd ondertekend en vloog voor het eerst op 26 oktober.
De Mustang werd oorspronkelijk ontworpen om de Allison V-1710-motor, die slechts beperkte prestaties op grote hoogte leverde. Het werd voor het eerst operationeel gevlogen door de Royal Air Force (RAF) als een tactisch verkenningsvliegtuig en jachtbommenwerper. De toevoeging van de Rolls-Royce Merlin bij het P-51B / C-model veranderde prestaties van de Mustang op hoogten boven 5000 m, zodat de Mustang de jachtvliegtuigen van de Luftwaffe evenaarde of overtrof. 
De definitieve versie, de P-51D, werd aangedreven door de Packard V-1650-7, een in licentie gebouwde versie van de Rolls-Royce Merlin 60, een tweetraps compressormotor met twee snelheden. Deze motor was de ideale combinatie met het laminaire vleugelprofiel. Het toestel verbruikte in vergelijking met andere vliegtuigen relatief weinig brandstof en beschikte over een grote brandstofcapaciteit. Dit maakte het toestel tot een ideale escortejager.
Niet alleen de RAF was afnemer; de Amerikaanse legerluchtmacht (USAAF) had behoefte aan een nieuw verkenningsvliegtuig dat ook dienst kon doen als jacht- en grondaanvalsvliegtuig. De Mustang kreeg bij het Amerikaanse leger eerst een grondaanvalstaak, als duikbommenwerper. Zo werd het onder andere ingezet voor het escorteren van langeafstandsbommenwerpers, zoals de B-17 Flying Fortress en B-24 Liberator, boven Duitsland tot voorbij Berlijn en de B-29 Superfortress boven Japan. In 1944 kreeg de P-51D 6 machinegeweren in plaats van 4 waardoor hij een verbeterde vuurkracht had.
Bij de Mustang werd een zogeheten 'laminar flow'-profiel toegepast. De grootste dikte van het profiel ligt verder naar achter op de koorden dan bij de tot dan toe gebruikelijke profielen waardoor de stroming langer het profiel blijft volgen, later omslaat van laminair naar turbulent en daardoor minder weerstand oplevert.

## Beoordeling
Het nadeel van de Mustang was dat zijn bijzonder grote brandstofvoorraad ten koste ging van de stabiliteit. Hierdoor werden Amerikaanse vliegers gedwongen om op grote hoogte te blijven en ervoor te zorgen hoe dan ook boven de vijand te blijven. Veelal later in de oorlog lukte dit ook wel wanneer ze bijvoorbeeld ingezet werden om B-17's richting Berlijn te escorteren. Deze bommenwerpers vlogen op grote hoogte (7 à 8 km) en deze hoogte was voor de P-51 jager genoeg om met hoogtevoordeel een klimmende Duitse onderscheppingsjager aan te kunnen vallen. Wanneer echter de Mustang in een een-op-een luchtgevecht terechtkwam op dezelfde hoogte met een Messerschmitt Bf 109 of Focke-Wulf Fw 190 was elk voordeel weg. Het was bovendien behoorlijk moeilijk om een luchtgevecht te voeren als de centrale brandstoftank vol was. Had een Mustang zijn droptanks afgeworpen en ongeveer 25% van de interne voorraad verbruikt, dan was de stabiliteit voldoende om elk gevecht aan te kunnen gaan.
Bij grondaanvallen was de Mustang, met zijn vloeistofgekoelde motor in het nadeel ten opzichte van vliegtuigen met een luchtgekoelde motor zoals bijvoorbeeld de P-47 Thunderbolt. Eén welgemikt schot of toevalstreffer kon het toestel uitschakelen; een klein gat in een koelleiding volstond om alle koelvloeistof weg te laten lekken. Doordat de motor dan snel warmliep, waren piloten gedwongen een noodlanding of parachutesprong te riskeren boven vijandelijk gebied.
De Britse testpiloot Eric Brown testte de Mustang op Farnborough in maart 1944 en merkte op:
"De Mustang was het beste Amerikaanse jachtvliegtuig en de beste escortjager van de oorlog vanwege zijn ongelooflijke bereik, vergis je daar niet in. Maar de laminaire stromingsvleugel gemonteerd op de Mustang kan een beetje lastig zijn. Het kon op geen enkele wijze een Spitfire uitschakelen. Geen denken aan."

## Gebruik door Nederland
Nederland kreeg na de Tweede Wereldoorlog 40 P-51Ds. Deze werden door de Militaire Luchtvaart van het Koninklijk Nederlandsch-Indisch Leger (ML-KNIL) gevlogen tijdens de twee 'Politionele Acties', Operatie Product in 1947 en Operatie Kraai in 1948. Na het conflict ontving Indonesië een aantal van de ML-KNIL Mustangs.

## Bewaard gebleven vliegtuigen
Er zijn nog vele honderden exemplaren van de P-51 bewaard gebleven, waaronder drie in Nederland. Een is tentoongesteld in het Nationaal Militair Museum in Soesterberg. Een luchtwaardig vliegtuig is gestationeerd op Lelystad Airport. Deze P-51 is eigendom van de stichting Vroege Vogels. Een tweede luchtwaardig toestel heeft vliegveld Oostwold als basis.

## Varianten
De volgende varianten van de P-51 zijn geproduceerd:
- N.A.73 Mustang I
- N.A.83 Mustang I
- N.A.91 Mustang IA/P-51
- N.A.97 A-36 duikbommenwerper
- N.A.99 P-51A
- N.A.102 P-51B
- N.A.103 P-51C
- N.A.104 P-51B
- N.A.105 XP-51F
- N.A.106 P-51D prototype
- N.A.109 P-51D productieversie
- N.A.110 P-51D voor Australië
- N.A.111 P-51C/D/K
- N.A.120 XP-82 prototypes
- N.A.122 P-51D
- N.A.123 P-82B
- N.A.124 P-51D
- N.A.126 P-51H
- N.A.144 P-82E/F-82E, eerste naoorlogse variant
- N.A.149 P-82F/F-82F-nachtjager
- N.A.150 P-82G/F-82G-nachtjager
- TRF-51D tweepersoons trainingsvliegtuig
- TP-51D tweepersoons trainingsvliegtuig gebouwd door Temco Aircraft
- Cavalier 2000 Mustang, civiel zakenvliegtuig
- Cavalier Turbo Mustang III-prototype
- Piper Enforcer